# Křtomil
Křtomil är en ort i Tjeckien.   Den ligger i regionen Olomouc, i den östra delen av landet, 240 km öster om huvudstaden Prag. Křtomil ligger 265 meter över havet och antalet invånare är 411.
Terrängen runt Křtomil är platt åt nordväst, men åt sydost är den kuperad.Runt Křtomil är det ganska tätbefolkat, med 160 invånare per kvadratkilometer. Närmaste större samhälle är Přerov, 13,7 km väster om Křtomil. Trakten runt Křtomil består till största delen av jordbruksmark.